# Wireless Transport Layer Security
Wireless Transport Layer Security (WTLS) är säkerhetsnivån för Wireless Application Protocol (WAP). Baserat på Transport Layer Security (TLS) 1.0 (ett säkerhetslager som används i Internet, vilket motsvarar Secure Socket Layer 3,1), var WTLS utvecklats för att ta itu med de problematiska frågorna kring mobila nätverksenheter - som begränsad processorkraft och minneskapacitet, och låg bandbredd - och att ge adekvat autentisering, dataintegritet och skyddsmekanismer för personlig integritet.